# ARA Neuquén (M-1)
El ARA Neuquén (M-1) fue un dragaminas de la clase Ton, originalmente construido como HMS Hickleton (M1131), que sirvió en la Marina Real entre 1955 y 1965 y, luego, en la Armada Real Neozelandesa entre 1965 y 1967, seguido un servicio en la Armada Argentina entre 1967 y 1996.

## Construcción y características
Este dragaminas costero de la clase Ton fue construido por John I. Thornycroft & Company en Southampton a mediados de la década de 1950.
El buque desplazaba 360 toneladas con carga estándar y 440 t con plena carga. Tenía una eslora de 46,6 metros, una manga de 8,4 m y un calado de 2,5 m. Era impulsado por dos motores diésel de 3000 caballos de fuerza de vapor (bhp), que le permitían desarrollar una velocidad de 15 nudos.

## Vida activa
El dragaminas entró en servicio en la Marina Real en 1955, siendo bautizado HMS Hickleton (M1131). El nombre provino del pueblo inglés de Hickleton.
A mediados de los años sesenta, fue vendido a la Armada Argentina, pero antes de entregarlo fue despachado a la Armada Real Neozelandesa entre 1965 y 1966, donde el buque participó de patrullas en defensa de Malasia ante Indonesia. Finalmente en 1968 los militares argentinos se hicieron del buque en Inglaterra, donde lo bautizaron «ARA Neuquén», nombre que honra a una provincia argentina. El buque se incorporó a la División Barreminas, Escuadrilla de Minado y Antiminado, Flota de Mar, junto al ARA Río Negro, el ARA Chubut y el ARA Tierra del Fuego.
En 1996 fue dado de baja. Su puente de mando permanece en el Museo Naval de Puerto Belgrano.